# Mainvilliers (Eure i Loir)
Mainvilliers és un municipi francès, situat al departament de l'Eure i Loir i a la regió de Centre – Vall del Loira. L'any 2007 tenia 10.287 habitants.

## Demografia

### Població
El 2007 la població de fet de Mainvilliers era de 10.287 persones. Hi havia 4.444 famílies, de les quals 1.622 eren unipersonals (698 homes vivint sols i 924 dones vivint soles), 1.159 parelles sense fills, 1.237 parelles amb fills i 426 famílies monoparentals amb fills.
La població ha evolucionat segons el següent gràfic:
Habitants censats

### Habitatges
El 2007 hi havia 4.837 habitatges, 4.522 eren l'habitatge principal de la família, 63 eren segones residències i 253 estaven desocupats. 2.124 eren cases i 2.569 eren apartaments. Dels 4.522 habitatges principals, 2.104 estaven ocupats pels seus propietaris, 2.369 estaven llogats i ocupats pels llogaters i 49 estaven cedits a títol gratuït; 298 tenien una cambra, 599 en tenien dues, 1.158 en tenien tres, 1.341 en tenien quatre i 1.125 en tenien cinc o més. 2.962 habitatges disposaven pel capbaix d'una plaça de pàrquing. A 2.444 habitatges hi havia un automòbil i a 1.162 n'hi havia dos o més.

### Piràmide de població
La piràmide de població per edats i sexe el 2009 era:
| Homes | Edats   | Dones |
| ----- | ------- | ----- |
| 0     | 95 o +  | 8     |
| 8     | 90 a 94 | 40    |
| 44    | 85 a 89 | 64    |
| 64    | 80 a 84 | 76    |
| 136   | 75 a 79 | 228   |
| 184   | 70 a 74 | 236   |
| 176   | 65 a 69 | 264   |
| 180   | 60 a 64 | 256   |
| 220   | 55 a 59 | 184   |
| 236   | 50 a 54 | 320   |
| 296   | 45 a 49 | 368   |
| 360   | 40 a 44 | 408   |
| 376   | 35 a 39 | 372   |
| 408   | 30 a 34 | 384   |
| 408   | 25 a 29 | 472   |
| 256   | 20 a 24 | 300   |
| 356   | 15 a 19 | 364   |
| 380   | 10 a 14 | 292   |
| 340   | 5 a 9   | 376   |
| 352   | 0 a 4   | 280   |

## Economia
El 2007 la població en edat de treballar era de 6.713 persones, 4.973 eren actives i 1.740 eren inactives. De les 4.973 persones actives 4.312 estaven ocupades (2.294 homes i 2.018 dones) i 662 estaven aturades (308 homes i 354 dones). De les 1.740 persones inactives 513 estaven jubilades, 658 estaven estudiant i 569 estaven classificades com a «altres inactius».

### Ingressos
El 2009 a Mainvilliers hi havia 4.578 unitats fiscals que integraven 10.675,5 persones, la mediana anual d'ingressos fiscals per persona era de 17.083 €.

### Activitats econòmiques
Dels 308 establiments que hi havia el 2007, 1 era d'una empresa extractiva, 5 d'empreses alimentàries, 2 d'empreses de fabricació de material elèctric, 13 d'empreses de fabricació d'altres productes industrials, 38 d'empreses de construcció, 81 d'empreses de comerç i reparació d'automòbils, 17 d'empreses de transport, 12 d'empreses d'hostatgeria i restauració, 8 d'empreses d'informació i comunicació, 10 d'empreses financeres, 6 d'empreses immobiliàries, 33 d'empreses de serveis, 59 d'entitats de l'administració pública i 23 d'empreses classificades com a «altres activitats de serveis».
Dels 74 establiments de servei als particulars que hi havia el 2009, 1 era una comissaria de policia, 1 oficina d'administració d'Hisenda pública, 1 oficina de correu, 3 oficines bancàries, 4 funeràries, 5 tallers de reparació d'automòbils i de material agrícola, 1 taller d'inspecció tècnica de vehicles, 1 establiment de lloguer de cotxes, 3 autoescoles, 9 paletes, 4 guixaires pintors, 6 fusteries, 8 lampisteries, 8 electricistes, 2 empreses de construcció, 10 perruqueries, 5 restaurants, 1 agència immobiliària i 1 tintoreria.
Dels 19 establiments comercials que hi havia el 2009, 2 eren supermercats, 1 una gran superfície de material de bricolatge, 2 botiges de menys de 120 m², 5 fleques, 2 carnisseries, 2 botigues de congelats, 1 una peixateria, 1 una llibreria, 1 una botiga de roba, 1 una botiga de mobles i 1 una joieria.
L'any 2000 a Mainvilliers hi havia 13 explotacions agrícoles que ocupaven un total de 664 hectàrees.

## Equipaments sanitaris i escolars
El 2009 hi havia 1 hospital de tractaments de curta durada, 1 centre d'urgències, 1 maternitat, 1 centre de salut i 4 farmàcies.
El 2009 hi havia 2 escoles maternals i 3 escoles elementals. Mainvilliers disposava d'un col·legi d'educació secundària amb 387 alumnes.

## Poblacions més properes
El següent diagrama mostra les poblacions més properes.